# Rakovo (district de Martin)
Rakovo (hongrois : Nagyrákó) est un village de Slovaquie situé dans la région de Žilina.

## Histoire
La première mention écrite du village date de 1230.

## Démographie

### Évolution de la population
| Année:               | 1994. | 2004.    | 2014.   | 2024.    |
| -------------------- | ----- | -------- | ------- | -------- |
| Nombre de personnes: | 242   | 317      | 333     | 398      |
| Différence:          |       | +30,99 % | +5,04 % | +19,51 % |

| Année:               | 2023. | 2024.   |
| -------------------- | ----- | ------- |
| Nombre de personnes: | 385   | 398     |
| Différence:          |       | +3,37 % |